# Халатова Марія Миронівна
Марія Миронівна Халатова (Халатян) (пом. 5 жовтня 1960) — російська та радянська актриса театру і німого кіно. Одна із популярних актрис російського дореволюційного кінематографу. Заслужена артистка РРФСР (1945).

Мати актора Віктора Халатова.

## Біографічні відомості
Знялася у кількох десятках художніх фільмів. У 1926 році грала в Самарському театрі. 
У 1929–1934 роках — актриса пересувного Новосибірського театру «Червоний факел».

Могила Марії Халатової

Була депутатом Новосибірської міськради з 1940 року. 
Померла 5 жовтня 1960 року. Похована в Києві на Байковому кладовищі (ділянка № 8а) поруч з чоловіком, актором Михайлом Горським.

## Фільмографія
- 1914 «Пан директор фліртує» :: дружина Кісточкіна
- 1915 «Леон Дрей» :: матір Леона;
- 1915 «Любов статського радника» :: матір Лоли;
- 1915 «Після смерті» :: мати Зої;
- 1916 «Дика сила» :: тітка Бассі;
- 1916 «Плутанина»
- 1918 «Клятвою спаяні» :: мати Нері;